# Matabeleland

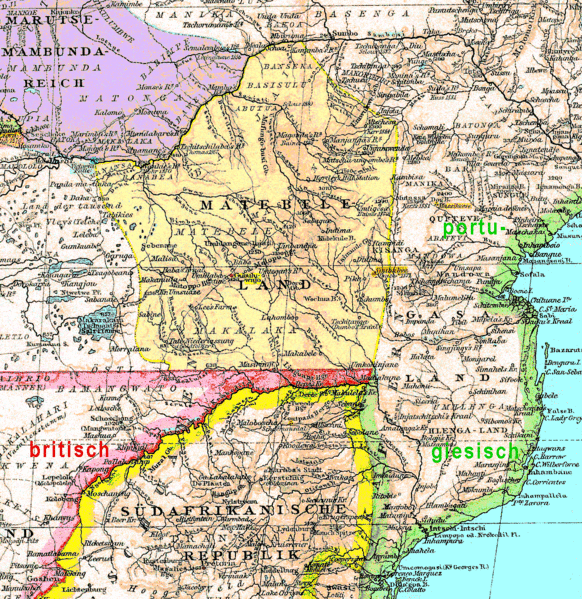
Koninkrijk Matabele rond 1887

Het Matabeleland is een regio in het zuiden van Zimbabwe. Het gebied is verdeeld in de Zimbabwaanse bestuurlijke regio's Matabeleland North en Matabeleland South. De belangrijkste stad is Bulawayo. Naast het verbouwen van graan, suiker en katoen wordt ook goud gewonnen.
Matabeleland wordt sinds de jaren 1830 bewoond door de Matabele. Zij vormen een afsplitsing van de in het oosten levende Zoeloes. Van 1837 tot 1893 vormde Matabeleland het kerngebied van het soevereine Koninkrijk Mthwakazi, dat na 1860 ook de nog steeds merendeels door Shona bewoonde gebieden van het huidige Zimbabwe omvatte. Het land werd rond de eeuwwisseling veroverd door de koloniale troepen van de Britten (Tweede Matabele-oorlog).
Voor de immigratie van de Matabele waren er twee opvolgerstaten van het (eerste) Munhumutapa-Rijk, waarvan de centra nu bekende historische plaatsen zijn: Khami was het centrum van de staat Torwa en Dhlo-Dhlo (Danamombe) was het centrum van de staat Changamire.

Ligging Matabeleland

## Geboren
- Joshua Nkomo (1917-1999), politicus